# Himalmartensus martensi
Himalmartensus martensi là một loài nhện trong họ Amaurobiidae.
Loài này thuộc chi Himalmartensus. Himalmartensus martensi được miêu tả năm 2008 bởi Jia-Fu Wang & Zhu.